# Aguriahana
Aguriahana — рід цикадок із ряду клопів.

## Опис
Цикадки довжиною близько 3—5 мм. Помірно стрункі, дендрофільні, з помірно подовженим тім'ям (довжина посередині перевищує довжину кута приблизно в 1,5 рази). У СРСР налічувалося 7 видів.
- Aguriahana pictilis (Stål, 1853)
- Aguriahana stellulata (Burmeister, 1841)